# (16492) 1990 SQ5
A (16492) 1990 SQ5 a Naprendszer kisbolygóövében található aszteroida. Eric Walter Elst fedezte fel 1990. szeptember 22-én.